# Kejserliga ryska flottan
Kejserliga ryska flottan (ryska: Российский императорский флот) var namnet på Rysslands flotta mellan 1696 och 1917.

## Tillkomst

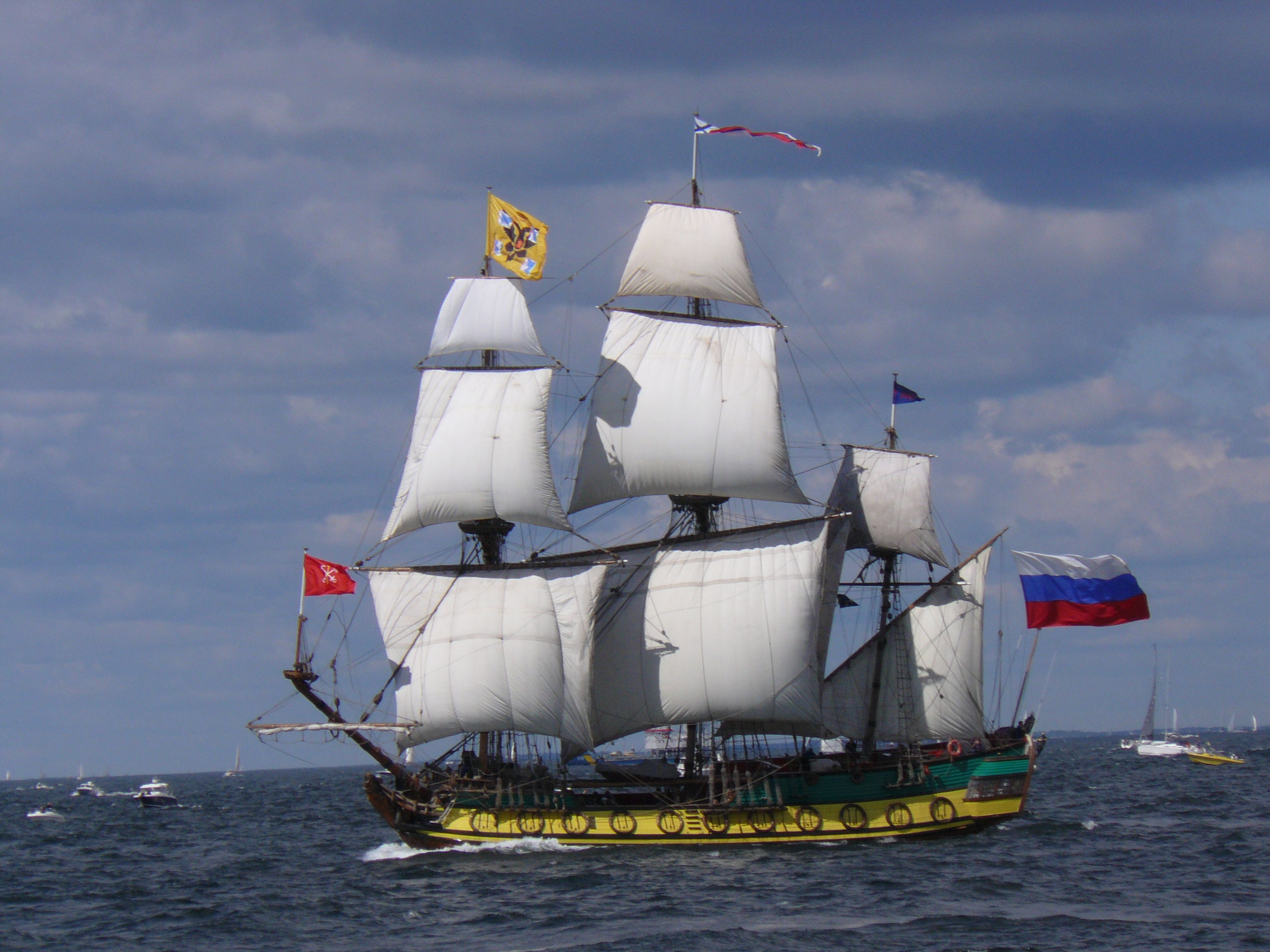
Replik av Standart, det första seglande fartyget i den ryska Östersjöflottan; byggd i Olonets sommaren 1703.

Den ryska flottan skapades av Peter den store under Stora turkiska kriget då man i Ryssland för första gången byggde och använde två linjeskepp, fyra brännare och 23 roddfartyg. Den ryska Östersjöflottan byggdes upp under Stora nordiska kriget. Roddflottan byggdes under åren 1702-1704 vid Ladoga och vid Lugas mynning i Finska viken. Från 1703 började en seglande flotta byggas upp med bas i Sankt Petersburg. Flottans huvudstation flyttades 1723 till det då nyanlagda Kronstadt. Örlogsstationer anlades även i Reval efter staden erövrats och i Viborg sedan denna stad avträtts 1743. Flottans ledning hade sitt säte i Amiralitetet i Sankt Petersburg. Förutom i Kronstadt fanns vid mitten av sjuttonhundratalet örlogsvarv i Voronezj, Kazan, Archangelsk och Olonets.
Sjöofficerskåren rekryterades från adeln, medan sjömännen kom från den utskrivna allmogen och var tvungna att tjäna för livstid. Officersutbildningens teoretiska del genomfördes till att börja med vid den matematiska skola som 1701 grundades i Moskva. 1715 bildades en sjökrigsskola (marina gardesakademin) i Sankt Petersburg och från 1718 genomförde de bästa eleverna de två högsta årskurserna vid ett särskilt sjökadettkompani (gardemarinkompaniet). 1752 sammanslogs de tre utbildningsanstalterna till en enda sjökadettkår i Petersburg. De blivande officerarna sändes också ofta utomlands för praktisk tjänstgöring. Erfarna utländska officerare anställdes i höga befattningar för att leda verksamheten. Bland dem kan nämnas Cornelius Cruys. Till de infödda sjömilitära pionjärerna kan räknas Fjodor Apraksin och Michail Golitsyn.
Linjeskepp 1720 i jämförelse med andra flottor
| Ryssland | Storbritannien | Frankrike | Sverige | Danmark | Turkiet (1715) |
| -------- | -------------- | --------- | ------- | ------- | -------------- |
| 25       | 79             | 45        | 22      | 25      | 42             |

Flottans styrka 1745
| Flotta           | Summa fartyg | därav linjeskepp | därav fregatter | därav galärer | därav brigantiner |
| ---------------- | ------------ | ---------------- | --------------- | ------------- | ----------------- |
| Örlogsflottan    | 130          | 36               | 9               | 0             | 0                 |
| Skärgårdsflottan | 396          | 0                | 0               | 253           | 143               |

## Utveckling 1750-1850

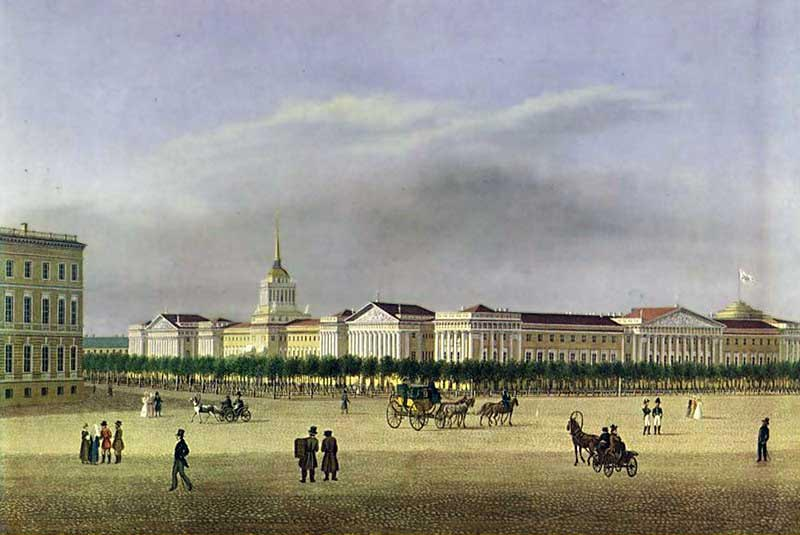
Amiralitetet i Sankt Petersburg.

Den aktiva ryska utrikespolitiken gjorde att den ryska flottans styrka växte under slutet av sjuttonhundratalet. Rysk-turkiska kriget 1768–1774 handlade i stor utsträckning om kontroll över Svarta havet. För första gången sände Östersjöflottan ut flottstyrkor för operationer i avlägsna farvatten. Lantmilitära operationer ledde till rysk kontroll av Kertjsundet och fästningen Jenikale. På anmodan av Republiken Ragusa skapades 1771 en rysk Donauflottilj baserad vid Donaus mynning. Samma år tillkom också en flottilj i Azovska sjön vilken två år senare började operera på Svarta havet. Kriget för Rysslands lyckliga utgång ledde till förvärv av Azovska sjöns kuster och Svarta havs-kusten mellan Södra Bug och Dnestr. Krim  blev självständigt och införlivades 1783 med Ryssland. Hamnstaden Cherson grundades 1778 och blev 1783 station för Svartahavsflottan.
Flottans styrka 1787
| Farygstyp  | Östersjöflottan | Svartahavsflottan |
| ---------- | --------------- | ----------------- |
| Linjeskepp | 23              | 5                 |
| Fregatter  | 130             | 19                |

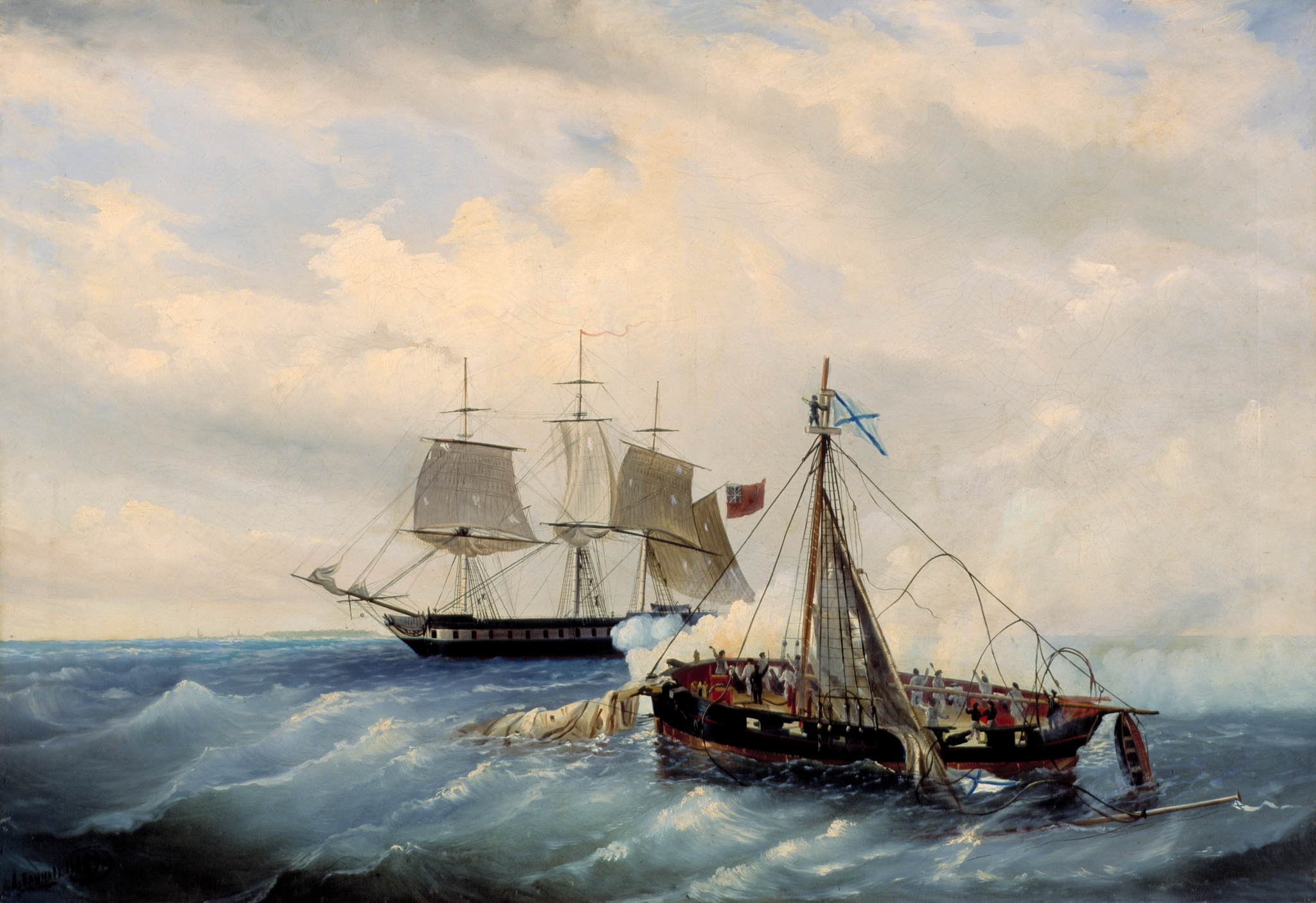
Under finska kriget togs den ryska kuttern Oput av den brittiska fregatten Salsette utanför Nargö 1808.

I början på artonhundratalet hade Ryssland världens tredje största flotta efter Storbritannien och Frankrike. Den ryska flottan bestod organisatoriskt av Östersjöflottan och Svartahavsflottan, Kaspiska flottiljen, Vitahavsflottiljen och Ochotska flottiljen (vid Stilla havet). 1802 avskaffades amiralitetskollegiet och flottans ledning övergick till det nybildade sjöförsvarsministeriet. Under Napoleonkrigen rådde sedan freden i Tilsit 1807 och till Napoleons ryska fälttåg 1812 krigstillstånd mellan Ryssland och Storbritannien. Krigshandlingarna utgjordes nästan uteslutande av smärre sjöstrider i Östersjön och Barents hav där Royal Navy vanligen visade sin överlägsenhet. Under finska kriget utkämpades flera slag mellan de ryska och de svenska skärgårdsflottorna; vid Rimito Kramp, Sandström och Grönvikssund samt vid Palma sund.
Efter Wienkongressen 1815 avbröts fredsperioden av det grekiska frihetskriget där en förenad rysk-brittisk-fransk flotta besegrade den turkiska flottan i strid. Det grekiska frihetskriget övergick sedan i det rysk-turkiska kriget 1828–1829 där den ryska flottan återigen slog den turkiska. Under den långa freden genomförde den ryska flottan en rad världsomseglingar och vetenskapliga expeditioner av vilka de flesta var till stöd för Ryska Amerika och Ryska Fjärran östern. Den första världsomseglingen genomfördes redan 1803-1806 av Krusenstern och de följdes senare av flera under Golovnin. Kotzebue genomförde tre världsomseglingar och flera expeditioner i Stilla havet. Bellingshausen ledde den ryska flottans första expedition till Södra ishavet 1819-1821. Wrangel utforskade Sibiriens norra kuster 1820-1824 och blev därefter rysk guvernör i Alaska. Litke utforskade Novaja Zemlja och ledde 1826-28 den fjärde ryska vetenskapliga världsomseglingen. Etholén deltog i och organiserade ett tiotal forskningsresor utmed den nordamerikanska västkusten.

## Krimkriget

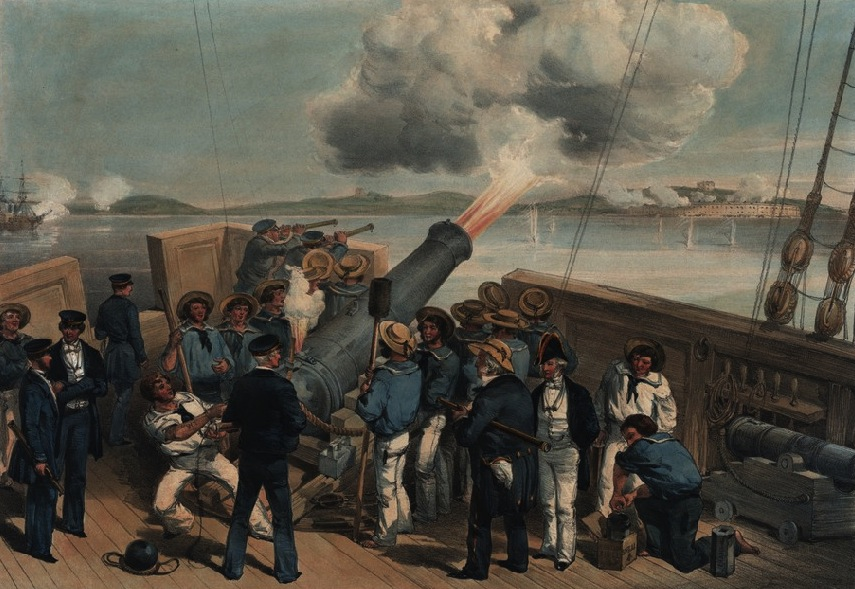
Bombardemanget av Bomarsund under Krimkriget.

Det rysk-turkiska kriget 1853 utvecklades till ett internationellt storkrig när den ryska flottan förstörde den osmanska flottan vid Sinop 1853. Storbritannien och Frankrike gick nu aktivt över till att försvara Osmanska riket. Efter att Ryssland ignorerat ett brittiskt-franskt ultimatum förklarade de båda länderna krig mot Ryssland 1854. Storbritannien och Frankrike sände nu lant- och sjömilitära expeditioner till Krim och Östersjön. Under Sevastopols belägring borrade den ryska flottan sina fartyg i sank och använde fartygsartilleriet till fästningsartilleri och sjömännen som infanteri. Svartahavsflottan förlorade 16 linjeskepp och fyra fregatter samt ett stort antal mindre fartyg. Amiral Nachimov stupade. Belägringen av Taganrog 1855 fick dock en för Ryssland lyckligare utkomst. Guvernören vägrade att ge efter för ett brittiskt-franskt ultimatum och staden uthärdade ett långt bombardemang och ett landstigningsförsök, som slogs tillbaka. En brittisk kanonbåt erövrades av Donkosacker och efter tre månader gav de allierade upp. 
I Östersjön kom den numerärt underlägsna Östersjöflottan att begränsa sina rörelser till områden nära egna befästningar. De ryska kustbefästningarna (speciellt fästningen vid Kronstadt) var för väl försvarade för att de skulle kunna anfallas. De brittisk-franska aktionerna inskränktes därför till handelsblockader och räder mot mindre välförsvarade orter längs den finländska kusten. Bomarsunds fästning förstördes. Andra anfall lyckades mindre bra, däribland de misslyckade försöken att ta Hangö, Ekenäs, Gamlakarleby och Åbo. År 1855 försökte den allierade flottan förstöra de tungt försvarade skeppsdockorna vid Sveaborg. De allierade avfyrade över 20 000 skott mot fästningen men kunde inte besegra de ryska batterierna.
Under det amerikanska inbördeskriget övervintrade den ryska Stillahavsflottan och Östersjöflottan i San Francisco och New York. Det var en solidaritetshandling med Unionen vilken betraktades som en fiende till Rysslands fiender från Krimkriget, Storbritannien och Frankrike, vilka makter troddes vilja intervenera på Sydstaternas sida. Genom att övervintra i isfria hamnar förhindradrades också att den ryska flottan blev innestängd i sina baser om krig med västmakterna bröt ut på grund av det det polska upproret 1863.

## Rysk-japanska kriget

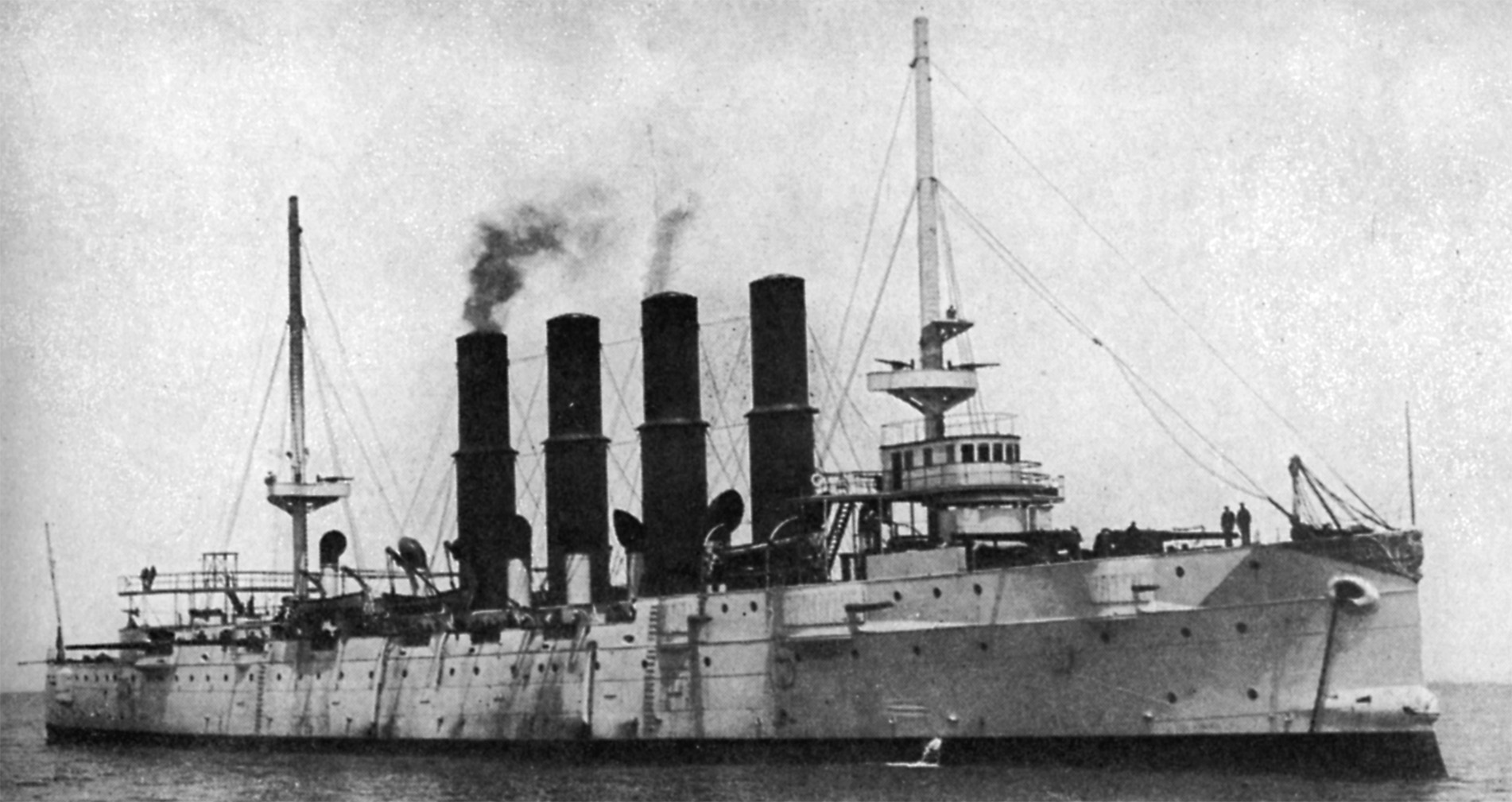
Det rysk-japanska kriget såg två ryska sjöstridsstyrkor förintas. Kryssaren Varjag var en av de ryska fartyg som efter en hård kamp togs av den japanska flottan.

Återhämtningen efter Krimkriget gjorde att den ryska flottan i slutet av artonhundratalet åter hade nått positionen som den tredje största flottan i världen efter Storbritannien och Frankrike. Rysk och japansk imperialism kolliderade i Manchuriet och den japanska flottan anföll den 6 februari 1904 den ryska flottan i Port Arthur. Det var en starkt befäst örlogshamn på Liaodonghalvön i södra Manchuriet som Ryssland sedan 1898 arrenderade av Kina. Attacken utvecklades till belägringen av Port Arthur följande morgon. En rad oavgjorda sjöstrider följde där japanerna inte klarade att attackera den ryska flottan på grund av beskjutningen från land och ryssarna vägrade att lämna hamnen för en strid till havs, särskilt efter amiral Stepan Makarovs död 13 april. Detta ledde till att japanerna kunde landstiga nära Incheon i Korea. Under tiden kunde de japanska trupperna runt Port Arthur rycka allt närmare, och fullständigt förstöra de kvarvarande ryska fartygen i hamnen. 2 januari 1905 kapitulerade den ryske kommendanten Anatolij Michajlovitj Stössel. För att ersätta de stora marina förlusterna skickades den ryska östersjöflottan på en besvärlig färd runt Afrika på grund britterna som blockerat Suezkanalen för Ryssland. Den ryska Svartahavsflottan låg på grund av britternas blockad instängd i Medelhavet. Flottan, under befäl av Zinovij Rozjestvenskij som avseglat i oktober 1904 tog sig mödosamt fram runt jordklotet. 21 oktober 1904 hade flottan på Doggers bankar öppnat eld mot brittiska fiskefartyg i tron att de var japanska torpedbåtar. Även några svenska fiskebåtar besköts. Händelserna ledde till att sympatierna för Ryssland ytterligare minskade i omvärden. I maj nådde flottan kinesiska havet för att krossas av den japanska flottan i slaget vid Tsushima i 28 maj 1905. Ryssland stod nu nästan helt utan sjöstridskrafter.
Efter det rysk-japanska kriget var den ryska flottan bara den sjätte största i världen. Dess fokus skiftade från Fjärran östern till Östersjön där huvuduppgiften var att skydda Sankt Petersburg från den tyska flottan. Tyngdpunkten låg på minstridsfartyg och ubåtar. Bosnienkrisen 1908-1909 tvingade fram andra strategiska överväganden och nya slagskepp, kryssare och jagare beställdes för Östersjöflottan. Försämrade relationer med Turkiet gjorde att slagskepp även beställdes för Svarta havs-flottan. Flera fartyg samt fartygsmaskiner beställdes i utlandet. När första världskriget bröt ut konfiskerade de tyska myndigheterna de fartyg som var under byggnad i Tyskland.

## Första världskriget

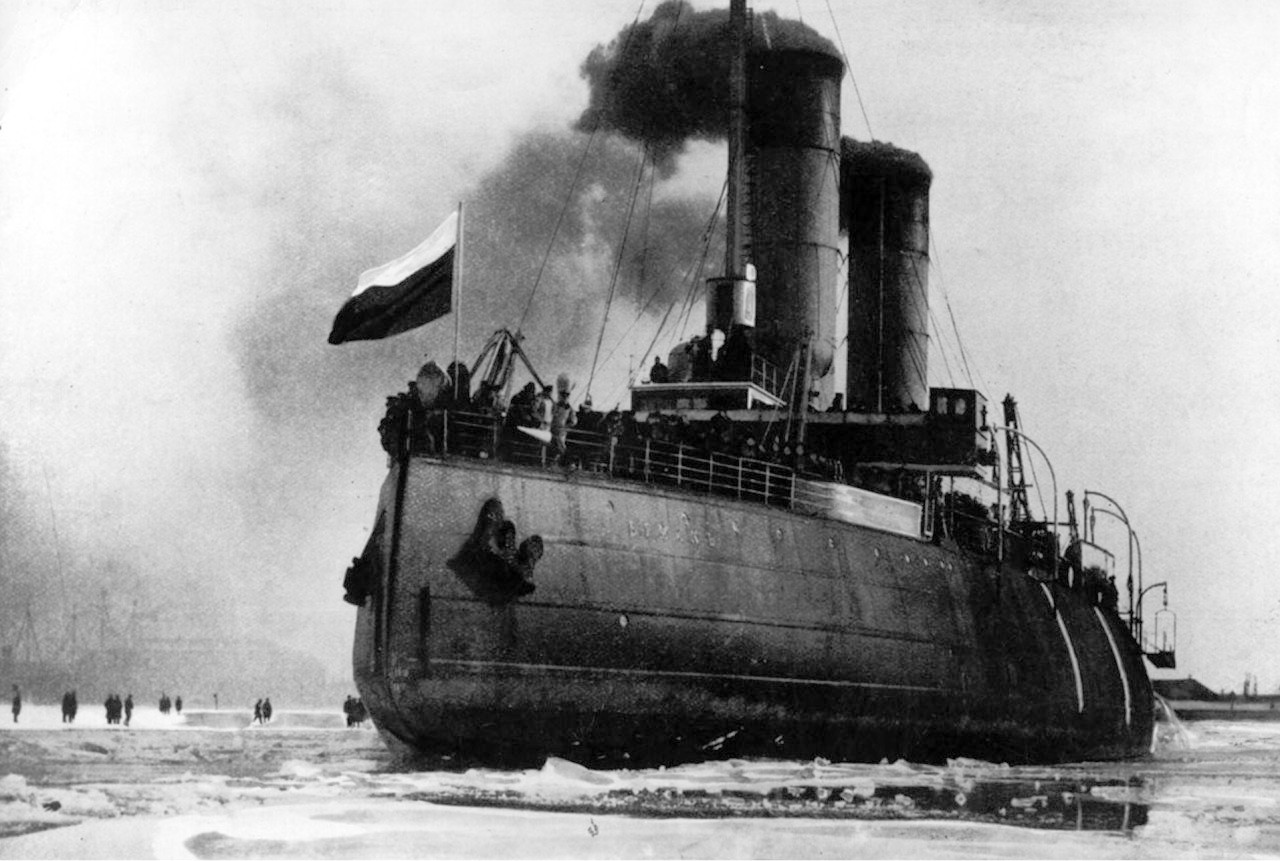
Isbrytaren Jermak spelade en viktig roll när den ryska flottan evakuerades till Kronstadt 1918.

I Östersjön var Ryssland och Tyskland huvudkombattanter, men en del brittiska ubåtar lyckades ta sig genom Öresund och deltog i striderna. Den tyska marina överlägsenheten gjorde att den ryska flottans insatser framförallt var defensiva. Men man anföll konvojer mellan Tyskland och Sverige och lade offensiva minfält. Ryska och brittiska ubåtar anföll fartyg på gång mellan Sverige och Tyskland. Strider mellan stora flottstyrkor hörde till undantaget. Den tyska flottan genomförde ett större anfall mot Rigabukten 1915. Syftet var att förstöra den ryska flottan i bukten och underlätta för den tyska markoffensiven. Den tyska flottan misslyckades emellertid med att uppnå sina mål och tvingades återgå till sina stationer. Två år senare var dock den tyska flottan framgångsrikare. Genom Operation Albion besattes öarna Ösel, Dagö och Moon i september och oktober 1917, och den ryska flottstyrka som avseglade från Riga angreps och skadades. Oktoberrevolutionen 1917 och freden i Brest-Litovsk 1918 gjorde Tyskland till herre över Östersjön. Tyska flottan överförde trupper till Helsingfors vilka ingrep i det Finska inbördeskriget. Den ryska flottan lyckades dock evakuera sina fartyg från Helsingfors och Reval till Kronstadt trots det svåra isläget på våren 1918.
Den ryska flottan med huvudstation i Sevastopol dominerade Svarta havet. Sjökriget tog sin början när turkiska örlogsfartyg besköt flera ryska städer 1914. Men vid slutet av 1915 hade den ryska flottan i det närmaste total kontroll över havet. Den användes då framförallt för att stödja general Judenitj kaukasiska markoffensiv. I augusti 1915 anföll man en turkisk konvoj och sänkte fyra transportfartyg utan egna förluster. En turkisk markoffensiv på sommaren 1916 med mål att återta Trabzon tvingades tillbaka genom kraftiga fartygsartillerinsatser. Ryska flottan minerade 1916 Bosporen vilket utestängde alla turkiska marina förstärkningar till Svarta havet. Varnas inlopp minerades också. 

## Flaggor

Örlogsflagga.
Örlogsgös.
Fästningsflagga.
Flagga för militära hjälpfartyg.
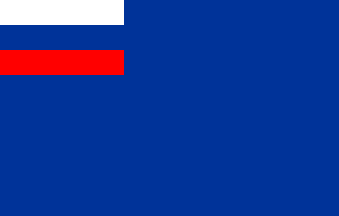
Flagga för civila hjälpfartyg.
Kejserlig fartygsflagga.

## Militära grader 1911–1917
| Rangklass | Grad                                  | Svensk översättning                | Gradbeteckning | Motsvarande grad i ryska armén | Motsvarande grad i Svenska flottan |
| --------- | ------------------------------------- | ---------------------------------- | -------------- | ------------------------------ | ---------------------------------- |
| I         | Generaladmiral                        | Generalamiral                      |                | Fältmarskalk                   | -                                  |
| II        | Admiral                               | Amiral                             |                | General                        | Amiral                             |
| III       | Vitse-admiral                         | Viceamiral                         |                | Generallöjtnant                | Viceamiral                         |
| IV        | Kontr-admiral                         | Konteramiral                       |                | Generalmajor                   | Konteramiral                       |
| VI        | Kapitan 1-go ranga                    | Kapten av första rangen            |                | Överste                        | Kommendör                          |
| VII       | Kapitan 2-go ranga                    | Kapten av andra rangen             |                | Överstelöjtnant                | Kommendörkapten                    |
| VIII      | Starshiy leiteneant                   | Äldre löjtnant                     |                | Kapten                         | Kapten                             |
| IX        | Leitenenant                           | Löjtnant                           |                | Stabskapten                    | Löjtnant                           |
| X         | Michman                               | Midshipman                         |                | Löjtnant                       | Underlöjtnant                      |
| -         | Starshiy botsman Konduktor Gardemarin | Äldre båtsman Konduktör Gardemarin |                | Underfänrik                    | Flaggunderofficer Flaggkadett      |
| -         | Botsman                               | Båtsman                            |                | Fältväbel                      | Underofficer av 2. graden          |
| -         | Botsmanmat                            | Båtsmannsmått                      |                | Äldre underofficer             | Underofficerskorpral               |
| -         | Kvartirmeister                        | Kvartermästare                     |                | Yngre underofficer             | Korpral                            |
| -         | Matros pervoi statiy                  | Matros första graden               |                | Korpral                        | Sjöman 1. klass                    |
| -         | Matros vtoroi statiy                  | Matros andra graden                |                | Menig                          | Sjöman 2. klass Sjöman 3. klass    |

Källa: